# Jacinto Silva
Sebastião Jacinto da Silva, mais conhecido pelo nome artístico Jacinto Silva (Belém, 23 de agosto de 1933 — Caruaru, 19 de fevereiro de 2001), foi um cantor e compositor brasileiro, mestre de coco de roda. Ao longo da carreira gravou 24 LPs e dois CDs.

## Discografia
Discos em 78 rpm
- Justiça divina/Bambuê bambuá (1962) Mocambo 78
- Chora bananeira/Coco trocado (1963) Mocambo 78
- Tombou e virou/Carreiro novo (1963) Mocambo 78
- Aquela rosa (1964) Mocambo 78
- Na base do tamanco (1964) Mocambo 78

LPs
- Cantando (1966) CBS LP
- Festival de verão [S/D] Itamaraty LP
- Eu chego já (1974) Tropicana-Cantagalo LP
- Gírias do norte (1981) – Região LP

CDs
- Só não dança quem não quer (2000) Manguenitude CD